# Сражение у Гардики
Сражение у Гардики — сражение между византийской и неаполитанской армиями в 1375 году. В сражении командующий византийской армии Мануил Кантакузин потерпел поражение, но несмотря на победу, отчасти из-за этой битвы неаполитанцы не смогли захватить византийские владения на Пелопоннесе.

## Предыстория и сражение
В 1364 году, после смерти правителя Ахейского княжества а также титулярного правителя Латинской империи Роберта Тарентского, в его семье вспыхнули династические споры. Морейский деспот Мануил Кантакузин решил воспользоваться этими спорами и, одновременно поддерживая своего родственника Гуго Лузиньяна в качестве кандидата на титул латинского императора, захватил некоторые форты и поселения Ахейского княжества. Когда же титул латинского императора перешёл к королеве Неаполя Иоанне I Неаполитанской, и династические споры улеглись, то Иоанна Неаполитанская решила захватить Ахейское княжество.
В 1375 году (или в 1374) подданный неаполитанской королевы Франциск Сан-Саверино с войском из 300 пехотинцев и 600 кавалеристов прибыл на Пелопоннес. Там он принял власть над Ахейским княжеством и вторгся в византийские владения, где осадил замок Гардики, чьим комендантом был Сирианнис Гиллополус. Мануил Кантакузин с войском из 1000 кавалеристов и 2000 пехотинцев подошёл к замку, надеясь отбросить противника, но ему было нанесено тяжёлое поражение.

## Последствия
Несмотря на поражение, Франциск Сан-Саверино нашёл замок неприступным и возвратился восвояси. Следующее столкновение между византийской и латинской армиями на Пелопоннесе произойдёт только в 1388 году, то есть через 13 лет.